# Hlavní posloupnost

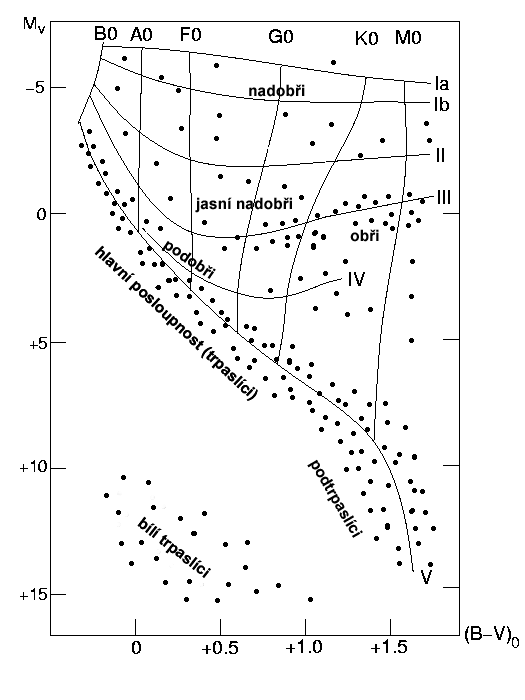
Hertzsprungův–Russellův diagram

Hlavní posloupnost Hertzsprungova–Russellova diagramu je křivka, kolem které se nachází většina hvězd. Hvězdy umístěné v tomto pásu se nazývají hvězdy hlavní posloupnosti, nebo trpasličí hvězdy.
Tato linie je tak výrazná, protože jak spektrální typ, tak svítivost závisí na hmotnosti hvězdy, dokud spaluje vodík, což se děje po většinu „aktivního“ života hvězdy.
Při bližším pohledu je vidět, že hlavní posloupnost není přesná linie, ale je trošku rozptýlená. Existuje několik důvodů pro tuto neostrost. Hlavním důvodem je nepřesnost pozorování způsobená vzdáleností hvězd.
I při dokonale přesném pozorování by byla hlavní posloupnost rozptýlená, protože hmotnost hvězdy není jediný významný parametr. Chemické složení a stupeň vývoje hvězdy také hvězdu posouvají po hlavní posloupnosti. Dále působí blízké hvězdy, rotace, magnetické pole a další vlivy. Ve skutečnosti existují hvězdy s velmi nízkým obsahem kovů (podtrpaslíci), které leží hned pod hlavní posloupností i přesto, že spalují vodík, čímž označují spodní okraj neostrosti hlavní posloupnosti díky chemickému složení.
Astronomové někdy mluví o hlavní posloupnosti nulté éry (ZAMS). Je to počítačově vymodelovaná čára, na které se nacházejí hvězdy, které začínají vlastní vodíkovou fúzi. Jejich jas a povrchová teplota s věkem rostou. Hvězda obvykle při svém vzniku vstoupí na hlavní posloupnost a opustí ji, když začne zanikat.
Naše Slunce je v hlavní posloupnosti už 4,5 miliardy let a další 4,5 miliardy let v ní bude. Jakmile v jádru dojdou zásoby vodíku, zvětší se a stane se z něj červený obr.
Celkovou životnost hvězdy v hlavní posloupnosti lze odhadnout z její relativní hmotnosti (násobek hmotnosti Slunce):
{\displaystyle \tau _{ms}\sim 10^{10}\cdot \left[{\frac {M}{M_{\bigodot }}}\right]^{-2.5}}
kde M je hmotnost hvězdy a {\displaystyle \tau _{ms}} je odhadovaná životnost v hlavní posloupnosti (v letech). U nejmenších hvězd to může být přes bilión let. Nicméně pro největší hvězdy rovnice neodpovídá, neboť ty mají životnost několik miliónů let.

## Příklady hvězd hlavní posloupnosti
Tato tabulka ukazuje typické hodnoty pro hvězdy hlavní posloupnosti. Svítivost (L), poloměr (R) a hmotnost (M) jsou vztažené ke Slunci (☉). Skutečné parametry jednotlivých hvězd se mohou lišit o 20-30% od hodnot uvedených v tabulce. Barvy v tabulce udávají přibližnou fotografickou barvu hvězdy.
| Spektrální třída | Poloměr R/R☉ | Hmotnost M/M☉ | Svítivost L/L☉ | Teplota povrchu (K) | Příklady                 |
| ---------------- | ------------ | ------------- | -------------- | ------------------- | ------------------------ |
| O2               | 12           | 100           | 800 000        | 50 000              | BI 253                   |
| O6               | 09,8         | 035           | 180 000        | 38 000              | Theta1 Orionis C         |
| B0               | 07,4         | 018           | 020 000        | 30 000              | Phi1 Orionis             |
| B5               | 03,8         | 006,5         | 000,800        | 16 400              | Pi Andromedae A          |
| A0               | 02,5         | 003,2         | 000,080        | 10 800              | Alpha Coronae Borealis A |
| A5               | 01,7         | 002,1         | 000,020        | 08 620              | Beta Pictoris            |
| F0               | 01,3         | 001,7         | 000,006        | 07 240              | Gamma Virginis           |
| F5               | 01,2         | 001,3         | 000,002,5      | 06 540              | Eta Arietis              |
| G0               | 01,05        | 001,10        | 000,001,26     | 05 920              | Beta Comae Berenices     |
| G2               | 01           | 001           | 000,001        | 05 780              | Slunce                   |
| G5               | 00,93        | 000,93        | 000,000,79     | 05 610              | Alpha Mensae             |
| K0               | 00,85        | 000,78        | 000,000,40     | 05 240              | 70 Ophiuchi A            |
| K5               | 00,74        | 000,69        | 000,000,16     | 04 410              | 61 Cygni A               |
| M0               | 00,51        | 000,60        | 000,000,072    | 03 800              | Lacaille 8760            |
| M5               | 00,18        | 000,15        | 000,000,0027   | 03 120              | EZ Aquarii A             |
| M8               | 00,11        | 000,08        | 000,000,0004   | 02 650              | Van Biesbroeck's star    |
| L1               | 00,09        | 000,07        | 000,000,00017  | 02 200              | 2MASS J0523−1403         |